# Первое китайское завоевание государства вьетов
Первое китайское завоевание Вьетнама (вьет. Bắc thuộc lần thứ nhất, бак тхуок лан тхы нят) — период в истории Вьетнама, начавшийся с затяжных войн с Китаем, распространявшим влияние на север, и окончившийся восстанием сестёр Чынг.

## История
В 111 году до н. э. китайские войска победили потомков династии Чьеу, заняли Намвьет и присоединили его к землям династии Хань. Вьеты активно сопротивлялись проводимой централизованной китаизации населения.

## Династия Чьеу
Историки не пришли к единому мнению насчёт того, какой период правления династии Чьеу считать началом китайского завоевания.

## После Чьеу

### Управление
Намвьет вместе с входящим в него Аулаком были присоединены к империи Хань под названием Зяоти (вьет. Giao Chỉ, тьы-ном 交趾, кит. Цзяочжи) и разделены на девять уездов кит. трад. 郡, пиньинь jùn, палл. цзюнь.
Административным центром стал Лонгбьен (вьет. Long Biên), расположенный около современного Ханоя. Каждый уезд управлялся мандарином, а структура власти на местах осталась без изменений.

### Экономика и культура
Вьеты платили дань и подати ханьской империи. Китайские чиновники пытались китаизировать население, переселяя китайских колонистов из Хань. Таким образом они привносили в Зяоти свою культуру, философию, язык, систему образования, политическое устройство, архитектуру и музыку, оказав тем самым большое влияние на местное население. Однако вьеты сопротивлялись китаизации, поднимая многочисленные восстания на протяжении всех четырёх периодов китайского владычества.
Вьетнамский язык начали записывать иероглифами, что привело к созданию тьы-нома.

### Движение сопротивления
В ответ на постоянно возрастающее давление со стороны китайцев, сёстры Чынг Чак и Чынг Ни подняли на всей территории Зяоти восстание, в результате которого Линьнам три года был независимой страной.